# Peinture métaphysique

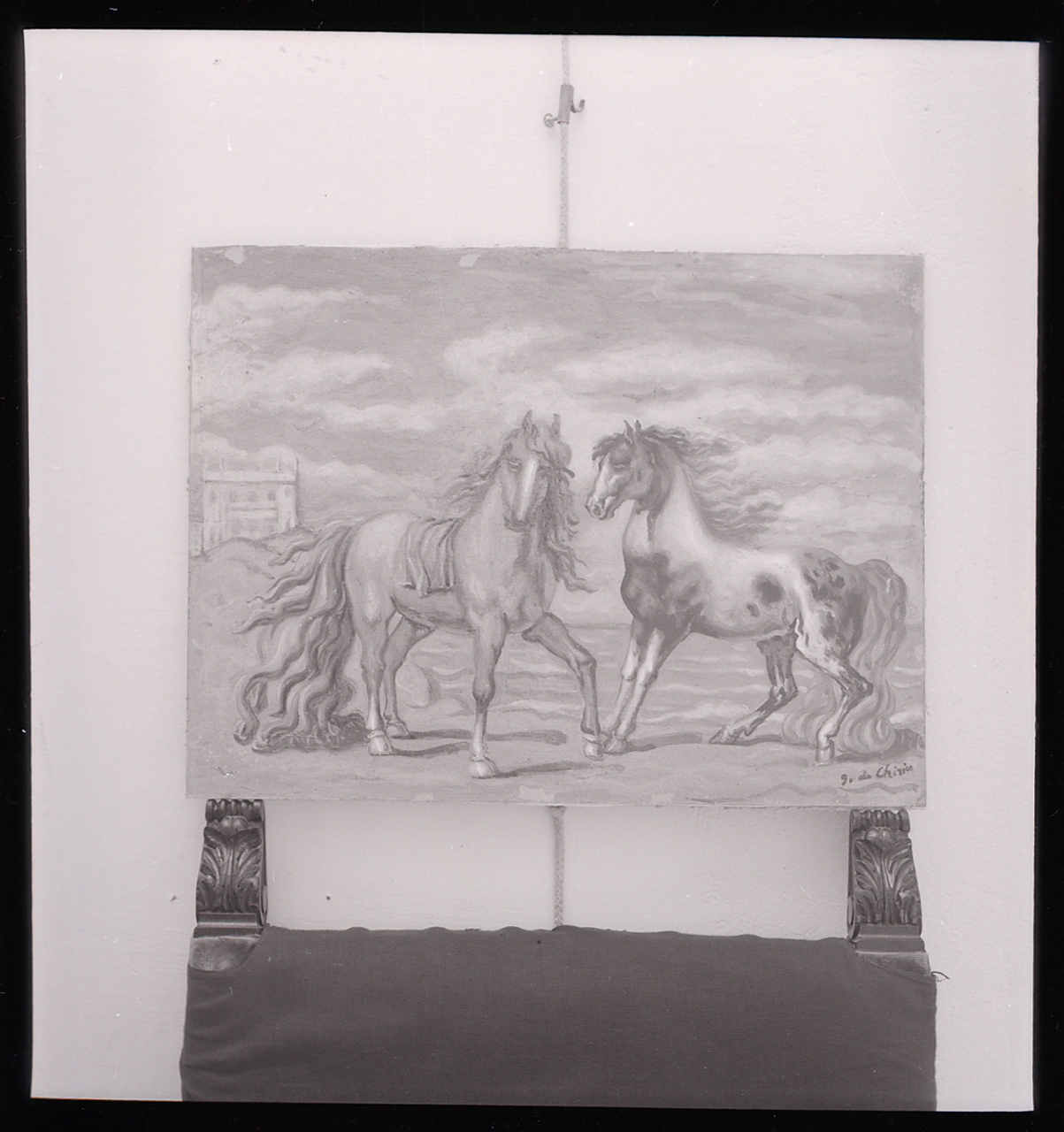
Chevaux par Giorgio De Chirico. Photo du fonds Paolo Monti, BEIC.

Le mouvement Pittura metafisica ou Peinture métaphysique est un mouvement artistique italien fondé en 1917 par Carlo Carrà, Alberto Savinio et Giorgio De Chirico à Ferrare qui cherche à représenter ce qu'il y a au-delà de l'apparence physique de la réalité, au-delà de l'expérience des sens. Ce mouvement précéda le surréalisme, mais ne constitua pas d'école à proprement parler. L'idée de ce mouvement est de garder un aspect figuratif tout en se détachant du monde et d'élever la peinture au rang de la métaphysique (en dehors de l'histoire), en proposant des images étranges comme figées dans le temps, dans l'espace, et qui donneraient à réfléchir, non aux tumultes du monde, mais à des idées métaphysiques.
Giorgio Morandi fut un acteur de la peinture métaphysique.
Dans les dernières décennies du XXe siècle, l'artiste italien Giuseppe Prinzi peint des œuvres, même sur un support en céramique, qui évoquent la peinture métaphysique.